# Berlin United
Berlin United was een Duitse voetbalclub uit de hoofdstad Berlijn.  

## Geschiedenis
De club werd in 1980 opgericht door in Berlijn gevestigde Italiaanse migranten als Club Italia Berlino, Berlino is de Italiaanse benaming voor Berlijn. In 2012 promoveerde de club naar de Berlin-Liga, de zesde klasse, maar werd na één seizoen terug naar de Landesliga verwezen. In 2014 degradeerde de club opnieuw. In 2017 promoveerde de club weer naar de Landesliga. In 2018 nam de club de naam Berlin United aan en promoveerde in 2019 terug naar de Berlin-Liga.
Nadat in het seizoen 2019/20 de 4e plaats werd behaald, werd de club teruggetrokken uit de Berlin Liga en daarna opgeheven.